# Guido Beck
Guido Beck (Liberec República Checa, 29 de agosto de 1903-Río de Janeiro, 21 de octubre de 1988) fue un físico que desarrolló su trabajo en Europa, Estados Unidos y América del Sur.

## Formación académica
Guido Beck nació el 29 de agosto de 1903 en Liberec (actual República Checa). Cursó sus estudios en la Universidad de Viena y publicó su tesis doctoral sobre la teoría de los campos gravitatorios en 1925. Realizó un destacado aporte con sus trabajos de investigación que abordaron el problema de la fricción en la mecánica cuántica y la clasificación de los isótopos.

## Trabajos en América del Sur
Desde 1938 y hasta el estallido de la Segunda Guerra Mundial trabajó en Francia. Luego se refugió en Portugal dando clases durante más de un año hasta que en 1943 se traslada a la Argentina, invitado por Enrique Gaviola, para trabajar como investigador en física teórica en el Observatorio Astronómico de Córdoba. Entre sus alumnos de doctorado estuvieron Mario Bunge, José Balseiro, Cecilia Mossin Kotin y Ernesto Sabato. Años más tarde, Enrique Gaviola consideró que la llegada de Guido Beck fue de gran importancia para el desarrollo del programa de investigación de física teórica en Argentina.
Guido Beck expulsó de su laboratorio a Mario Bunge, cuando este último publicó el artículo ¿Que es la epistemología?, aunque más tarde lo readmitió y continuó dirigiendo la tesis doctoral de Bunge, publicada en 1952.

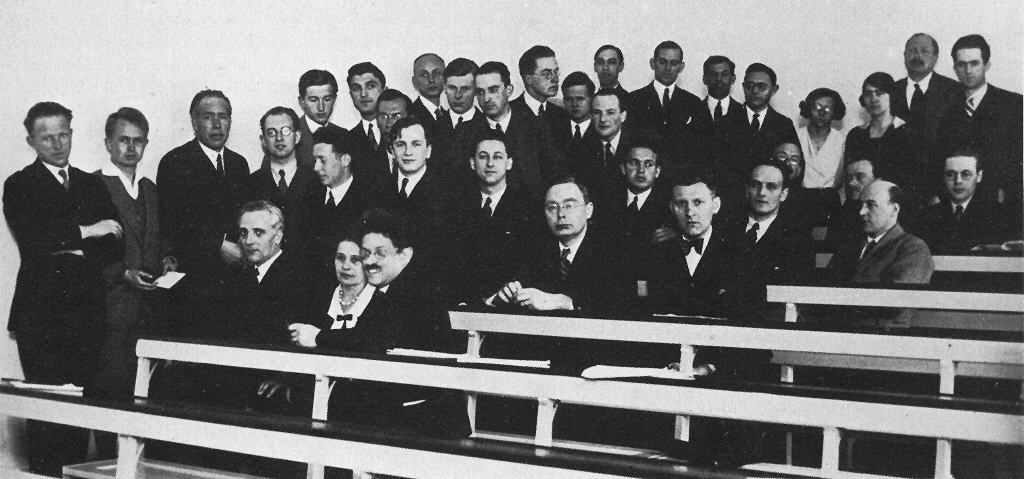
Guido Beck en la conferencia de Copenhague de 1923.

En Brasil trabajó entre 1951 y 1961 en el Centro Brasileño de Pesquisas Físicas y en el Instituto de Física de la Universidad de San Pablo. Desde entonces repartió sus actividades entre Brasil y Argentina, donde fue profesor en el Instituto de Física de Bariloche, (luego llamado Instituto Balseiro) (1962-1975).
Guido Beck falleció en un accidente automovilístico, en Río de Janeiro, el 21 de octubre de 1988.